# 枫桥经验

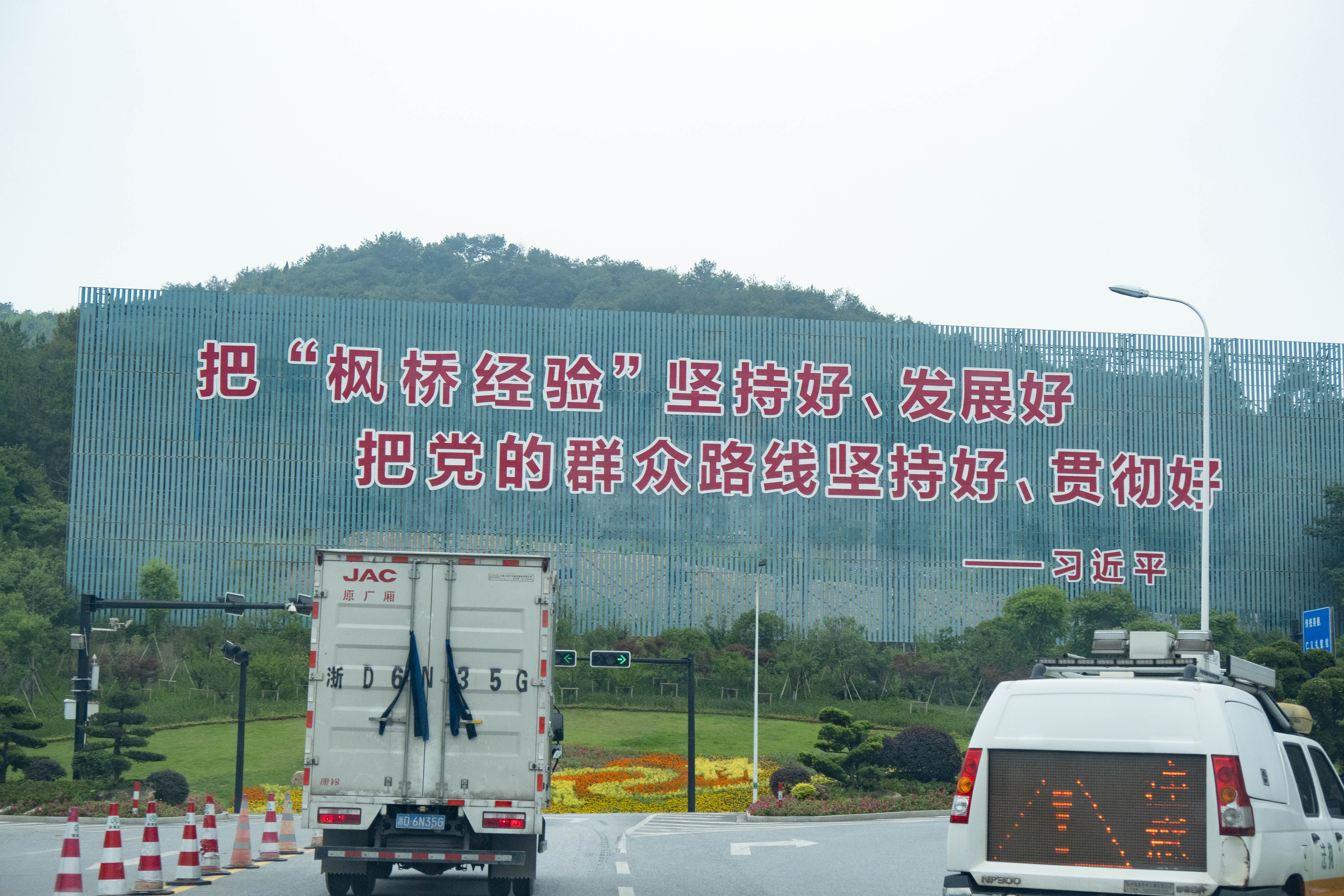
绍诸高速诸暨枫桥南出口“枫桥经验”宣传标语

枫桥经验，是1960年代初浙江省宁波专区诸暨县枫桥区（今为浙江省绍兴诸暨市枫桥镇）创造的一种“发动群众、对阶级敌人加强专政”的经验。

## 产生
1962年1月，中共中央主席毛泽东在扩大的中央工作会议上指出： “对于整个反动阶级的专政，必须依靠群众，依靠党。对于反动阶级实行专政，这并不是说把一切反动阶级分子统统消灭掉，而是要改造他们，用适当的方法改造他们，使他们成为新人。”
1962年9月24日至27日在北京举行的中共八届十中全会上，毛泽东发出“千万不要忘记阶级鬥争”的号召，提出要在实际工作中进行社会主义教育。此后，中國大力推行“以阶级鬥争为纲”的路线。1962年底至1963年初，中国一些地方开展了整风整社、社会主义教育、小“四清”（清帐目、清仓库、清财物、清工分）工作。毛泽东对这些地方的做法加以肯定。1963年2月，毛泽东在中央工作会议上督促各地注意抓阶级鬥争以及社会主义教育问题。1963年3月1日，中共中央发出在全国城市逐步开展“反贪污盗窃、反投机倒把、反铺张浪费、反分散主义、反官僚主义”的“五反」运动。1963年5月，毛泽东在杭州召集一部分中共中央政治局委员和大区书记参加的小型会议，讨论农村社会主义教育问题，制定了《关于目前农村工作中若干问题的决定（草案）》（即“前十条”）。“前十条”强调了农村及城市的阶级鬥争形势的严峻性，规定了“四清”运动的任务、政策、方法，“四类分子”（指地主、富农、反革命、坏分子）不是此次政治运动的鬥争重点，所以“前十条”中提出要将绝大多数四类分子改造成为新人，对四类分子采取改造而非捕杀的政策。1963年9月，中央根据社会主义教育运动的试点情况，制定了《关于农村社会主义教育运动中一些具体政策的规定（草案）》（即“后十条”）。“后十条”强调“以阶级鬥争为纲”，提出了社会主义教育运动中必须执行的正确方针、政策。此后，中央及地方各级机关分别派出大量工作队，在试点的基础之上，在各地部分县、公社展开大规模的社会主义教育运动。
“枫桥经验”便是1963年社会主义教育运动开展初期，在浙江省宁波专区诸暨县枫桥区产生的依靠群众（而非政府）就地监督改造四类分子的经验。当时，虽然中央决定对四类分子采取“一个不杀，大部不捉”的方针，但许多地方在具体推行中，依然采用定指标、“关一批”、“判一批”、“杀一批”的做法。《人民日报》1977年12月21日第2版刊登了中共枫桥区委的《高举毛主席树立的枫桥红旗 依靠群众加强专政》一文，文中回顾了1963年“枫桥经验”的产生过程：
一九六三年，我区有七个公社在浙江省委工作队和地、县委的领导下，第一批开展了社会主义教育运动。在运动中，遵照毛主席“千万不要忘记阶级鬥争”的伟大教导，发动群众，分清了敌我，充分揭露了四类分子的各种破坏活动。当时一部分基层干部和积极分子激于革命义愤，要求把有破坏活动的四类分子都捕起来。针对这种情况，我们组织干部、群众学习毛主席关于对敌鬥争的一系列方针、政策。通过细致的思想政治工作和大学习、大辩论，干部和群众觉悟提高了，认识到依靠自己的力量能够制服敌人、改造敌人，克服了单纯依赖政府法办的思想，克服了简单粗暴的方法，发动和依靠群众，对敌人分类排队，进行教育、评审和说理鬥争，并且依靠群众就地进行监督和改造。结果，一个人没有捕，就把这批敌人的大多数制服了。
1963年6月19日，中共浙江省委（江华任省委第一书记）根据中共中央《关于目前农村工作中若干问题的决定（草案）》的精神，派出中共浙江省委书记处书记兼宣传部部长林乎加率省委工作队来到诸暨县枫桥区，会同中共诸暨县委（孙子甫任县委书记），在枫桥区的7个公社开展社会主义教育运动试点。试点开始，当地的一些干部及群众积极分子提出了许多过激要求，要求将有破坏活动的四类分子都捕起来。省委工作队针对这一倾向发动枫桥群众开展“武鬥好还是文鬥好”的大讨论，干部和群众最后形成了“武鬥鬥皮肉，外焦裡不熟；文鬥摆事实、讲道理，以理服人，才能鬥倒敌人，擦亮社员眼睛”的一致看法。
陈友堂生前曾任枫桥镇枫溪村党支部书记。陈友堂的妻子陈亚芳在接受采访时回忆：

1963 年，省裡在枫桥搞社教试点。记得有一次工作队组织大家讨论如何批鬥“四类分子”，到底是用“文”的好还是用“武”的好。友堂回来说，他提议还是用“文”的好，理由有两样：第一，那么多年“鬥”下来，武的一套实际效果并不大；第二，人心都是肉长的，有情有理，才会心服口服……

记得第三生产队一次开批判会，批鬥历史反革命分子崔文江，人称“猫头鹰”。会上，允许他坐，允许他站起来讲话， 允许他争辩……会后，崔文江回家，老婆问他，他说：“今晚没打没骂，倒比挨打挨骂还难过，人家摆事实、讲道理，我反而回答不出，最后觉得自己是不对。”第二天一早，崔文江头一回找治保主任汇报思想，还写了“悔过书”。
时任中共诸暨县委书记的孙子甫在回忆录中写道：

枫桥西畴大队的陈荫林，是一个原有1400多亩田的大地主，过去一贯拒绝参加劳动。他写了一本名为《容膝斋》的反动诗抄，鬥过20 多次，用过罚跪、“假枪毙” 等办法，都没有制服他，群众称他为“橡皮碉堡”。这次评审，没有大会鬥争，陈荫林就交代了造谣、记变天账、写反动诗等罪行……他自己说，“这次评审，对我很有助益，我服了”。
有的“四类分子”在参加评审会前，做了护膝准备罚跪，到会一看，不仅不打、不罚跪，表现好的还得到鼓励，就坦白交代了……
这样的说理方式，让“四类分子”的家属也很满意。古唐大队富农分子陈善新，群众大会年年鬥，坏事年年做，越鬥越皮条。他自己说：“我反正是变戏法的猢狲，上台鬥鬥没关系。”

鬥争会上，陈善新仍然耍各种花招，共申辩了38次，可他越申辩，看清他反动面目的群众就越多……以往鬥争回家，老婆是热酒一壶，鸡蛋5只，安慰养身，这次他一回家老婆孩子都不理他， 反而在家批判他做坏事。他说七次鬥争打过六次，这次没打，鬥得最痛，连老婆孩子都要鬥争，以后只有好好改造，重新做人。
在试点中，7个公社共有67名四类分子被列为重点对象，在针对这些四类分子的鬥争会上，干部及群众“摆事实”、“讲道理”，不打不骂，且允许鬥争对象申辩，结果未捕一人，便将全部四类分子说服。
随后，浙江省公安厅将枫桥区在社会主义教育运动中创造的“发动和依靠群众，坚持矛盾不上交，就地解决，把绝大多数四类分子改造成新人，实现捕人少，治安好”经验，报告了中华人民共和国公安部。1963年10月下旬，中华人民共和国公安部部长谢富治向正在杭州视察的毛泽东口头汇报了该做法。毛泽东对枫桥区“一个不杀，大部不捉”、通过说理鬥争教育说服“四类分子”的做法非常感兴趣，当即指出：“这叫矛盾不上交，就地解决。”
遵照毛泽东的指示，1963年11月，中华人民共和国公安部与浙江省公安厅蹲点研究并讨论总结，最终形成了署名中共浙江省委工作队和中共诸暨县委的《诸暨县枫桥区社会主义教育运动中开展对敌鬥争的经验》（即“枫桥经验”），并加批语。此后，中华人民共和国公安部起草了部长谢富治准备在第二届全国人民代表大会第四次会议（1963年11月17日到12月3日在北京举行）上作的《依靠广大群众，加强人民民主专政，把反动势力中的绝大多数人改造成为新人》发言稿。1963年11月20日，毛泽东作出《对谢富治在二届全国人大四次会议上的发言稿的批语》，批给谢富治、彭真（时任中共中央政治局委员、中共中央书记处书记、第二届全国人大常委会副委员长），全文如下：

富治、彭真同志：

此件看过，很好。讲过后，请你们考虑，是否可以发到县一级党委及公安局，中央在文件前面写几句介绍的话，作为教育干部的材料。其中应提到诸暨的好例子，要各地仿效，经过试点，推广去做。

毛泽东

十一月二十日
1963年11月22日，毛泽东与中华人民共和国公安部副部长汪东兴谈话时说：“公安部日常的具体工作很多，但最重要的一条，是如何做群众工作，教育群众，组织群众，做一般性的公安工作。从诸暨的经验看，群众起来之后，做得并不比你们差，并不比你们弱，你们不要忘记动员群众。”
1964年1月14日，《中共中央关于依靠群众力量，加强人民民主专政，把绝大多数四类分子改造成新人的指示》发出。
该指示转发了以下三个文件：
- 谢富治《依靠广大群众，加强人民民主专政，把反动势力中的绝大多数改造成为新人》
- 谢觉哉、张鼎丞《进一步依靠群众，做好司法工作》
- 《中共浙江省委转发诸暨县枫桥区社会主义教育运动中开展对敌鬥争的经验的批语》（附《诸暨县枫桥区社会主义教育运动中开展对敌鬥争的经验》）

该指示提出“应当基本上实行‘一个不杀，大部（百分之九十五以上）不捉’、依靠群众力量，把绝大多数的四类分子改造成为新人的方针。”将枫桥区的经验作为实行这一方针的成功典型加以推广。这是枫桥经验首次在中华人民共和国全国推广。上述方针的实行，使大多数四类分子都处于群众监督改造之下，而未由政府大规模捕杀。1964年2月，第十三次全国公安会议提出，在全中国推广“枫桥经验”。此后，全中国掀起了学习推广“枫桥经验”的高潮。例如浙江省推广“枫桥经验”取得明显成效。1964年与1965年，全浙江省的刑事案件发案率分别为万分之2.7和万分之2.2，捕人率分别为万分之0.53和万分之0.25，出现了“捕人少、治安好”的安定局面。

## 发展
自1963年毛泽东批示之后，浙江省历届省委、省政府均重视学习并推广“枫桥经验”。文化大革命期间，枫桥经验受到冲击并且一度中断。在1977年之前，枫桥经验并未被《人民日报》报道过。文化大革命中后期至结束后，中华人民共和国各地治安形势严峻。犯罪分子也属于阶级敌人，所以依靠群众对阶级敌人实行监督改造的枫桥经验又获得重视。枫桥经验的侧重点也逐渐从四类分子转向现行犯罪。
1971年春，在第十五次全国公安会议上，中华人民共和国国务院总理周恩来亲自到会讲话。会议纪要由中共中央转发，再度肯定“枫桥经验”是依靠群众实行专政的好典型。1973年，公安部派人赴枫桥蹲点半年，形成《“枫桥经验”在前进》调查报告，及《对一般流窜犯就地改造比矛盾上交好》等8个典型材料。1973年，枫桥区召开10周年现场会，在当地一度掀起学习“枫桥经验”热潮。
1976年10月粉碎“四人帮”之后，同年12月1日，中共诸暨县委副书记杨金声作为特邀代表参加了第十七次全国公安会议，在会上介绍了“枫桥经验”。
1977年10月6日，公安部组成联合调查组，在枫桥蹲点调查14个月，总结出普及枫桥经验的6条标准：

1. 党支部能坚持党的基本路线，加强对治保工作的领导；
2. 治保组织健全、战斗力强，执行政策、遵守纪律好；
3. 树立了贫下中农的阶级优势，对阶级敌人的破坏活动和资本主义势力敢斗敢批；
4. 监督改造“四类分子”，做到经常化、制度化，对外逃的及时追回，对有破坏活动的就地制服，矛盾不上交；
5. 教育改造有违法犯罪行为的人，成效显著；
6. 发案少，治安好，巩固了集体经济，促进了生产。

1977年12月21日，《人民日报》第二版刊登中共枫桥区委的《高举毛主席树立的枫桥红旗，依靠群众加强专政》一文，并配发评论员文章《依靠群众加强专政的好经验》，向全中国推广该经验。这是《人民日报》首次报道枫桥经验。该文提到“在对敌斗争中，对于一小撮阶级敌人，凡是应该捕的、必须捕的，要坚决捕起来；可捕可不捕的一律不捕；要发动群众开展说理斗争，制服敌人，就地监督、改造，矛盾不上交。这个经验得到伟大领袖和导师毛主席的肯定和赞扬。”1978年2月20日，《人民日报》发表综合报道《喜看公安战线的好形势》，再度肯定“枫桥经验”的意义。1978年9月5日，《人民日报》发表社论《整顿和加强社会治安工作》，提到“浙江诸暨县枫桥区依靠群众就地监督改造地富反坏分子，把他们当中绝大多数改造成为守法的自食其力的劳动者。他们的成功经验，受到毛主席的称赞，被誉为公安战线上的一面红旗。”
另一方面，随着拨乱反正，1979年1月10日，中共中央作出了《关于地主、富农摘帽问题的决定》。1979年2月5日，《人民日报》第四版刊登通讯《摘掉一顶帽，调动几代人》，介绍了诸暨县枫桥区对“四类分子”摘帽工作的试点经验。据查，文化大革命结束后，枫桥区总人口十三万，四类分子三千余人，即每50人中有一个是四类分子。为四类分子摘帽成为政治影响巨大的工作。枫桥区的新经验又成为正确纠正历史问题的工作经验。
综上所述，依靠群众加强对四类分子专政的枫桥经验，在文化大革命后期至结束后一度被用于加强社会治安、减少犯罪，后又迅速随着四类分子摘帽完成而归于沉寂。

## 重提

### 1990年代
从1979年之后，枫桥经验再度被冷落。1980年代，枫桥区率先提出“社会治安综合治理”的口号，并且在实践中探索形成了融“打、防、教、管”于一体的社会治安综合治理经验。1990年9月，中央政法委向全国推广“枫桥经验”。1991年，中共中央、国务院作出《关于加强社会治安综合治理的决定》，提出“社会治安综合治理的方针，是解决我国社会治安问题的根本出路。”1991年3月21日，中央社会治安综合治理委员会成立。
1991年，诸暨市（县级市，由绍兴市代管）为使“枫桥经验”重新获得重视及推广，派员赴中华人民共和国公安部、中华人民共和国司法部等中央部门宣传推介，从而使“枫桥经验”在1991年复兴。这得益于诸暨当地一些对“枫桥经验”深有感情的干部的不断努力。他们的努力获得公安部、司法部有关领导支持，随后又通过新华社等中央媒体配合，获得中共浙江省委的直接支持。1991年5月2日，《人民日报》刊登报道，称赞枫桥“依靠群众维护社会稳定”，但没有提及1963年的枫桥区事例。“依靠群众维护社会稳定”从此成为枫桥经验的新内涵。
1990年代中期，随着社会矛盾日益增多，诸暨市的警民继承并运用“枫桥经验”的精神，探索出“组织工作走在预测前、预测工作走在预防前、预防工作走在调解前、调解工作走在激化前”的“四前”工作法，预防化解了许多可能影响社会稳定的矛盾，出现了所谓“矛盾少、治安好、发展快、社会文明进步”的局面。
在中央及中共浙江省委组织下，浙江省先后隆重召开纪念毛泽东同志批示“枫桥经验”30周年（1993年）、35周年（1998年）、40周年（2003年）、45周年（2008年）大会。每次纪念大会召开前，当地均组织编纂各类纪念文集，纪念文集大多是枫桥镇各个部门、村社学习推广“枫桥经验”的成果汇报及总结。1999年，中共浙江省委组织推广“枫桥经验”现场会。
1998年是毛泽东同志批示“枫桥经验”35周年。从1998年8月31日到10月上旬，浙江省公安厅、中共绍兴市委、中共诸暨市委组成联合调查组，在枫桥蹲点调查40余天，形成《预防化解矛盾，维护农村稳定———“枫桥经验”新发展》调查报告。同年10月19日，浙江省公安厅赴北京向中华人民共和国公安部汇报“枫桥经验”。时任中共中华人民共和国公安部党委委员、政治部主任祝春林在听取汇报后表示，“‘枫桥经验’是个好经验，35年旗帜不倒，既体现了党的优良传统，又有时代特色，要在全国大力推广”，并提出在全中国开展“北学东莱城市治安工作的经验，南学枫桥农村治安工作的经验”。1998年11月3日，时任中共中华人民共和国公安部党委副书记、副部长田期玉专程赴枫桥考察 “枫桥经验”。田期玉在座谈中称，“‘枫桥经验’的新发展，是新形势下维护农村稳定的好做法，推广“枫桥经验”不仅具有重要的普遍意义、现实指导意义，还具有很重要的战略意义。”同日，中央政法委副秘书长、中央社会治安综合治理委员会办公室主任陈冀平也来到枫桥调研，对“枫桥经验”进行考察。1998年11月6日到13日，公安部派出调查组到诸暨市调研“枫桥经验”在新形势下的发展情况，后来调查组向公安部领导写出专题报告，建议在全中国推广“枫桥经验”。11月16日，时任中共浙江省委书记张德江作出批示：“维护农村稳定，促进农村发展，是一个重大的课题。枫桥提供了成功的经验，应在全省大力宣传、全面推广。”9月1日，公安部在北京召开全国公安英雄模范表彰大会，时任枫桥派出所所长阮晓辉参加会议，并受到中共中央总书记江泽民等中央领导接见。会上，枫桥派出所获国务院授予“人民满意的派出所”称号。
1999年12月1日，《人民日报》头版头条刊登通讯《立足稳定和发展———浙江诸暨“枫桥经验”纪实》，并配发评论员文章《“枫桥经验”值得总结和推广》。这是改革开放之后，《人民日报》首次报道“枫桥经验”。报道的侧重点为“稳定和发展”。

### 21世紀
2002年习近平从福建省调任浙江省后不久，即赴枫桥调研。在2003年11月浙江省召开的纪念毛泽东同志批示“枫桥经验”40周年大会上，时任中共浙江省委书记的习近平提出，“要牢固树立‘发展是硬道理、稳定是硬任务’的政治意识，充分珍惜‘枫桥经验’，大力推广‘枫桥经验’，不断创新‘枫桥经验’，切实维护社会稳定。”中共中央常委羅幹则在大会上称“枫桥经验”是“就地解决社会矛盾，最大限度地把问题解决在基层，解决在当地，解决在萌芽状态。”2004年5月11日，中共浙江省委决定建设“平安浙江”，诸暨市相继建立了综治工作中心、综治进民企、“网格化管理、组团式服务”、民主恳谈、和谐劳动关系创建等项工作，“枫桥经验”被赋予新内涵。
2003年11月22日，《人民日报》头版头条刊登通讯《让我们的社会安定和谐———浙江省诸暨市创新“枫桥经验”纪实》，并加编者按。报道的侧重点为“和谐社会”。2004年6月12日，《人民日报》头版右上刊登通讯《平安是福和谐为乐———浙江省诸暨市创新“枫桥经验”纪实》，并配发评论员文章《“枫桥经验”的启示》。报道的侧重点为“以人为本”。
2008年11月24日，中央社会治安综合治理委员会、中共浙江省委在浙江省绍兴市召开纪念毛泽东同志批示“枫桥经验”45周年大会。中共中央政治局常委、中央政法委书记、中央社会治安综合治理委员会主任周永康出席会议并发表讲话称，“要高度重视维护社会稳定工作，认真学习运用‘枫桥经验’，坚持抓源头、抓苗头、抓基层、抓基础，把矛盾化解在基层、把问题解决在当地、把隐患消除在萌芽状态，为经济社会又好又快发展创造和谐稳定的环境。”
21世纪初，诸暨市整合20项社会管理创新项目，分解至各级管理部门。上述项目包括“重大决策社会稳定风险评估”、“社会公共服务一体化”、“矛盾纠纷调解体系”、“舆情研判导控服务平台”、“基层信访三诊工作法”等等。其中，为不让矛盾激化，诸暨市建立了“枫桥式矛盾纠纷调解体系”，其核心是“依靠群众、发动群众”。枫桥派出所也开创了新模式：建立自派出所到群众家门口的联络线，将整个枫桥镇分为三个警务站（共12位民警）管理，28个村建立警务点（由各村选举的平安专管员负责）。这样几位民警在平安专管员、调解员的配合下，可以很快化解群体性事件，而不用派出大批警察进行简单粗暴的处理。枫桥经验成为社会管理创新的重要经验。
2013年10月11日，纪念毛泽东同志批示“枫桥经验”50周年大会在浙江省杭州市召开。中共中央政治局委员、中央政法委书记孟建柱在会上讲话。此次大会是习近平出任中共中央总书记之后召开的首次纪念毛泽东同志批示“枫桥经验”大会。中共中央总书记、国家主席、中央军委主席习近平在大会前夕就坚持并发展“枫桥经验”作出指示称，“各级党委和政府要充分认识‘枫桥经验’的重大意义，发扬优良作风，适应时代要求，创新群众工作方法，善于运用法治思维和法治方式解决涉及群众切身利益的矛盾和问题，把‘枫桥经验’坚持好、发展好，把党的群众路线坚持好、贯彻好。”
2018年11月12日，纪念毛泽东同志批示学习推广“枫桥经验”55周年暨习近平总书记指示坚持发展“枫桥经验”15周年大会在浙江绍兴召开。中共中央政治局委员、中央政法委书记郭声琨主持会议，称坚定不移走中国特色社会主义社会治理之路，坚持创新发展新时代“枫桥经验”，加快推进基层社会治理现代化。
2020年4月下旬，中國面臨嚴重特殊傳染性肺炎疫情後，嚴峻的經濟衰退威脅，中共中央總書記、國家主席、中央軍委主席習近平赴陝西考察時，再度強調「枫桥经验」，習近平指出：「要做好高校畢業生、農民工、退役軍人等重點群體就業工作，多渠道促進就業創業。要加強和創新社會治理，堅持和完善新時代『楓橋經驗』，深化掃黑除惡專項鬥爭。」
2023年3月兩會期間，習近平下團組到人大江蘇代表團發表講話，指出要坚持和发展新时代「枫桥经验」，完善正确处理新形势下人民内部矛盾机制，及时把矛盾纠纷化解在基层、化解在萌芽状态。
2023年9月20日亚运会期间20日下午，习近平总书记在浙江省绍兴市考察。他来到枫桥经验陈列馆，重温“枫桥经验”诞生演进历程，了解新时代“枫桥经验”创新发展情况，并前往浙东运河文化园，了解古运河发展演变历史和大运河保护及大运河国家文化公园建设等情况。
2023年11月6日，習近平在北京人民大會堂會見104個「楓橋式工作法」入選單位代表，勉勵他們堅持和發展好新時代「楓橋經驗」。